# Ljudmyla Oljanowska

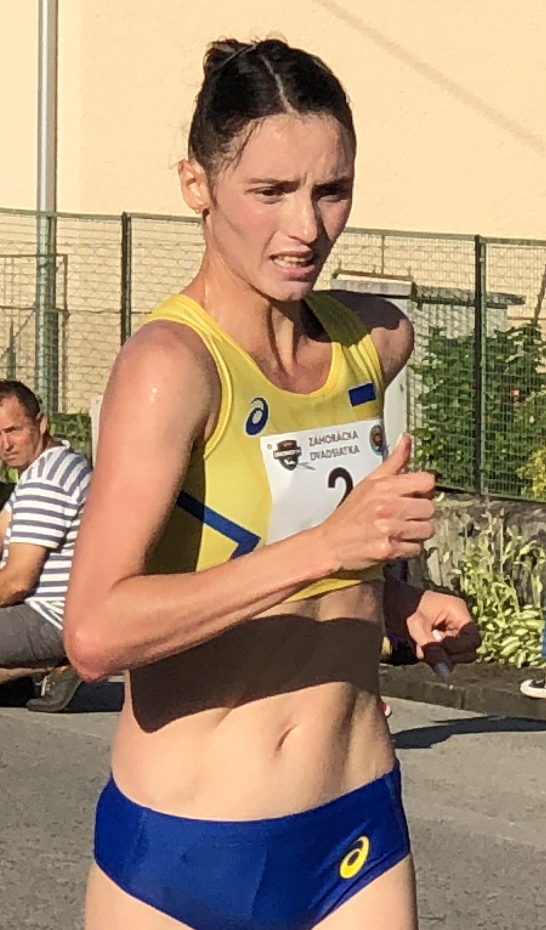
Ljudmyla Oljanowska (2023)

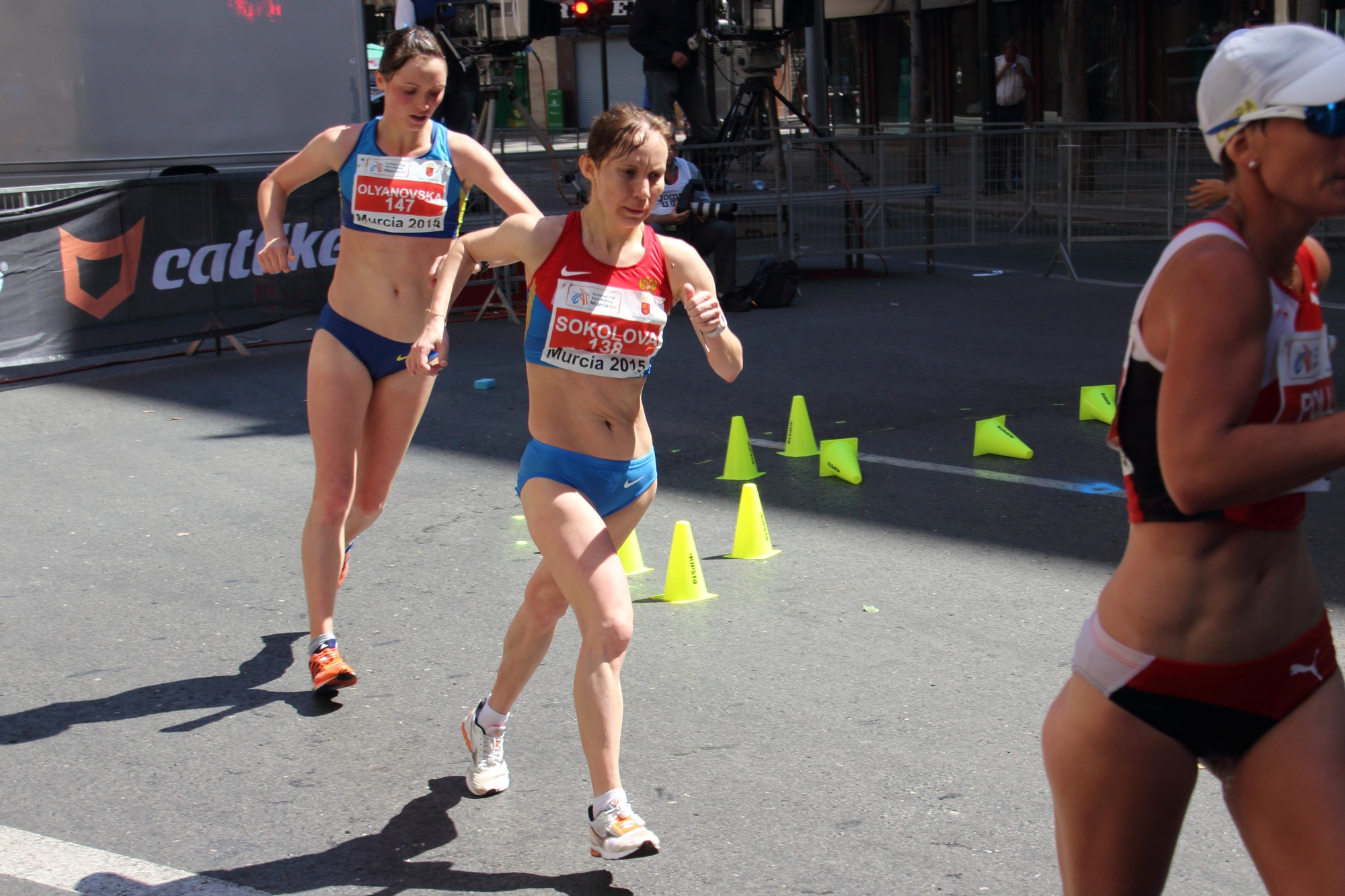
Oljanowska (Startnummer 147) hinter Wera Sokolowa beim European Race Walking Cup 2015 in Murcia

Ljudmyla Oleksandriwna Oljanowska (ukrainisch Людмила Олександрівна Оляновська, engl. Transkription Lyudmyla Oleksandrivba Olyanovska; * 20. Februar 1993 in Kiew) ist eine ukrainische Geherin.
2013 gewann sie im 20-km-Gehen Silber bei den U23-Europameisterschaften in Tampere und wurde Zwölfte bei den Leichtathletik-Weltmeisterschaften in Moskau. Bei den Leichtathletik-Europameisterschaften 2014 in Zürich holte sie Silber.
2015 folgte einer Silbermedaille bei den U23-Europameisterschaften in Tallinn Bronze bei den Weltmeisterschaften in Peking. Im Januar 2017 wurde sie vom ukrainischen Verband wegen eines Dopingvergehens bis 2019 gesperrt.

## Persönliche Bestzeiten
- 10 km Gehen: 42:01 min, 27. September 2015, Suzhou
- 20 km Gehen: 1:27:09 h, 17. Mai 2015, Murcia